# Agave shrevei
Agave shrevei ist eine Pflanzenart aus der Gattung der Agaven (Agave). Ein englischer Trivialname ist „Century Plant“.

## Beschreibung
Agave shrevei wächst einzeln oder bildet Gruppen. Die grauen bis bläulichen, eiförmigen bis lanzettförmigen, spitz zulaufenden Blätter sind 50 bis 60 cm lang und 12 bis 18 cm breit. Die unterschiedlich angeordneten warzenartigen Blattränder sind unregelmäßig gezahnt. Der spitze, braune bis graue Enddorn wird 2,5 bis 5 cm lang.
Der rispige, gerade bis gebogene kräftige Blütenstand wird 2,5 bis 5 m hoch. Die hellgrünen bis hellgelben Blüten sind 50 bis 70 mm lang, erscheinen am oberen Teil des Blütenstandes und bilden sich an locker angeordneten variablen Verzweigungen. Die breit zylindrische bis becherförmige Blütenröhre ist 18 bis 23 mm lang.
Die länglichen braunen dreikammerigen Kapselfrüchte sind 45 bis 70 mm lang und 15 bis 25 mm breit. Die schwarzen Samen sind 6 bis 7 mm lang und 4,5 bis 5 mm breit.

## Systematik und Verbreitung
Agave shrevei ist in Mexiko in den Bundesstaaten Chihuahua und Sonora an steinigen Kalkhängen und in Waldland in 930 bis 1980 m Höhe verbreitet. Sie ist vergesellschaftet mit Dasylirion- und Nolina-Arten.
Die Erstbeschreibung durch Gentry ist 1942 veröffentlicht worden.
Es werden folgende Unterarten unterschieden:
- Agave shrevei subsp. shrevei
- Agave shrevei subsp. magna
- Agave shrevei subsp. matapensis

Agave shrevei ist ein Vertreter der Gruppe Ditepalae und wächst weit verbreitet in Kolonien in Zentral-Mexiko. Die Unterarten unterscheiden sich durch Größe, Blatt- und Blütenstruktur. Agave shrevei ist morphologisch und geografisch nahe verwandt mit Agave colorata. Im nördlichen Verbreitungsgebiet sind Hybriden zwischen Agave shrevei und Agave palmeri bekannt.